# Lange Viestraat
De Lange Viestraat is een straat in het centrum van de Nederlandse stad Utrecht. De circa 100 meter lange straat loopt vanaf het Vredenburg tot de Oudegracht met de Viebrug.
In de middeleeuwen werd vanuit het westen door de Veestraat (Viestraat) vee naar de Neude gebracht voor de aldaar gehouden markt. Omstreeks 1400 bevonden zich wedden ter hoogte van de Viebrug. Omstreeks 1800 heette de straat Lange Viesteeg. Tot 1949 reden er trams door de straat. Tussen 1925 en 1940 zijn de straat en de in het verlengde liggende Viebrug en Potterstraat aanzienlijk verbreed. De verbreding bracht veel sloop met nieuwbouw langs een teruggetrokken rooilijn en meer ruimte voor het verkeer. In het verleden bestond ook nog in Wijk C de Korte Viestraat, tot die in 1940 hernoemd werd tot St. Jacobsstraat.

## Geschiedenis

### Jaren 1970-1979, jaren 1980-1989
Tot de opening van Hoog Catharijne in 1973 maakte de Lange Viestraat onderdeel uit van de belangrijkste winkel-as van Utrecht met warenhuizen zoals de V&D en de Galeries Modernes, beiden warenhuizen waren rond 1940 nieuw herbouwd. 
De Lange Viestraat bevond zich tot 1973 aan een looproute die begon bij het toenmalige stationsgebouw aan het toenmalige stationsplein, waarna de Leidseweg-Oost de enige weg was richting het Vredenburg (tot de opening van Hoog Catharijne). Aan het Vredenburg bevonden zich naast een grote vestiging van het kledingwarenhuis C&A ook andere winkels en bioscopen, en tot 1970 waren er nog belangrijke gebouwen van de Jaarbeurs gevestigd. Na  de Lange Viestraat zelf met zijn warenhuizen en grote kledingzaken volgde de Potterstraat en de Neude, waar zich het Hoofdpostkantoor bevond, dat in een tijd zonder internet, en zonder geld- en betaalautomaten, een belangrijke publieke functie vervulde.
De V&D verhuisde met de opening van Hoog Catharijne in 1973 naar dat winkelcentrum en de Galeries Modernes sloot in 1981 ook haar vestiging in Utrecht. Door het nieuwe Hoog Catharijne, en de opening van de zuidelijker gelegen stationshal in december 1973, bevond de Lange Viestraat zich niet meer aan de hoofdwinkelroute. Ook de Jaarbeurs was in 1970 al verhuisd van het nabije Vredenburg naar de Croeselaan aan de andere zijde van het spoor. De Kwantum Hallen opende in 1982 een groot meubelwarenhuis in het pand van Galeries Modernes maar dat vervulde de jaren erna niet de rol van nieuwe grote publiekstrekker voor de Lange Viestraat: Kwantum Hallen sloot de vestiging weer in 1991. Aan de andere zijde van de Lange Viestraat was het oude V&D-gebouw rond 1974 al gesloopt met het zogenaamde 'Gat in de Lange Viestraat' of 'Gat aan de Lange Viestraat' tot gevolg. De Bijenkorf opende in 1977 daar wel een noodgebouw voor de verkoop van woonaccessoires, maar dat gebouw had geen verdiepingen of etages: het 'gat' bleef daardoor tot circa 1985 bestaan, tot de bouw van een nieuw winkelcentrum daar.
In 1987 werd (namelijk) het voor die tijd luxueuze en modern uitziende winkelcentrum La Vie daar geopend. Een kleine Bijenkorf had de helft van het winkelcentrum in gebruik. Onderdeel van dit winkelcentrum was een brede loopbrug over de St.-Jacobsstraat naar de C&A aan het Vredenburg. Dit grote pand onderging toentertijd ook een vernieuwing. Tegelijk werd de Lange Viestraat opnieuw ingericht: er kwamen bomen en het asfalt werd vervangen door klinkers (de stoep en het fietspad kregen crème rode klinkers) en de grijze lantaarnpalen werden vervangen door zwarte klassiek ontworpen exemplaren. Ook werd de naast het winkelcentrum gelegen McDonald's, die rond 1984 geopend was, inwendig vergroot en vernieuwd. En twee jaar later, in 1989, werd in het verlengde van de Lange Viestraat, op het monumentale Vredenburg 40, een grote lokale elektronica-zaak geopend.

### Jaren 1990-1999
In 1991 werd in de Lange Viestraat de "Blue Building" (dit vanwege de nieuwe blauwe gevelplaten) geopend in het gebouw waar tot 1981 de Galeries Modernes zat (en in de tussentijd de Kwantum Hallen). Dit gebouw, dat een aantal jaar later 'De Planeet' zou gaan heten, was een multifunctioneel gebouw geworden met winkels en met kantoorruimte. Het werd ook gebruikt door de Hogeschool voor de Kunsten. Rond 1997 werd er een HOV-busbaan door de Lange Viestraat aangelegd die onderdeel uitmaakte van de zogenaamde Binnenstadsas. Dit was het eerste deel dat werd aangelegd, ook om ervaring op te doen voor de rest van het project. De bomen werden verwijderd en de straat werd opnieuw ingericht. De kleur van de straatinrichting bleef, mede door de kleur van de busbaan, crème-rood. De straat was vanaf november 1996, net voorafgaand aan de ombouw tot busbaan, definitief niet meer toegankelijk voor auto's. Het winkelcentrum La Vie werd rond 1999 inwendig verbouwd tot een Bijenkorf.

### Jaren 2010-2019, jaren 2020-2029
In juni 2013 werd, op initiatief van GroenLinks raadslid Pepijn Zwanenberg het eerste Nederlandse regenboogzebrapad aangelegd, ter ere van het Midzomergracht Festival en Roze Zaterdag. Eerder hadden steden als Sydney en Tel Aviv een vergelijkbaar zebrapad.
In de tweede helft van de jaren 2010 werd het Bijenkorfgebouw grootschalig verbouwd: een kantooretage werd omgebouwd en uitgebreid tot winkeletage, waardoor De Bijenkorf een omvang kreeg die vergelijkbaar was met filialen in steden als Rotterdam en Den Haag. Het uiterlijk van het gebouw veranderde volledig, en de loopbrug naar de C&A werd gesloopt. Op 27 juni 2018 was de verbouwing afgerond. Het voormalige gebouw de Planeet werd ook grondig verbouwd en in de stijl van Galeries Modernes teruggebracht, de nieuwe naam House Modernes refereert daaraan. In 2021 werd het door burgemeester Dijksma geopend als winkel- en kantoorgebouw.
In het verlengde van de Lange Viestraat deden zich bijna gelijktijdig ook grote vernieuwingen voor: aan de oostelijke zijde werd het voormalige Hoofdpostantoor van Utrecht verbouwd, zodat onder meer de bibliotheek vanaf het voorjaar van 2020 daar haar intrek kon nemen. Aan de westelijke zijde van de Lange Viestraat werd op het Vredenburg het voormalige C&A-gebouw omgebouwd tot een Decathlon-vestiging, geopend in 2019, daarbij werd ook dit gebouw in de oorspronkelijke stijl teruggebracht. (Het Decathlon-filiaal sloot overigens alweer in 2023.) Een aantal jaar eerder werd in het kader van CU2030 aan het aangrenzende Vredenburg in 2013 het gelijknamige winkelgebouw De Vredenburg geopend en in 2014 ook het muziekpaleis TivoliVredenburg.

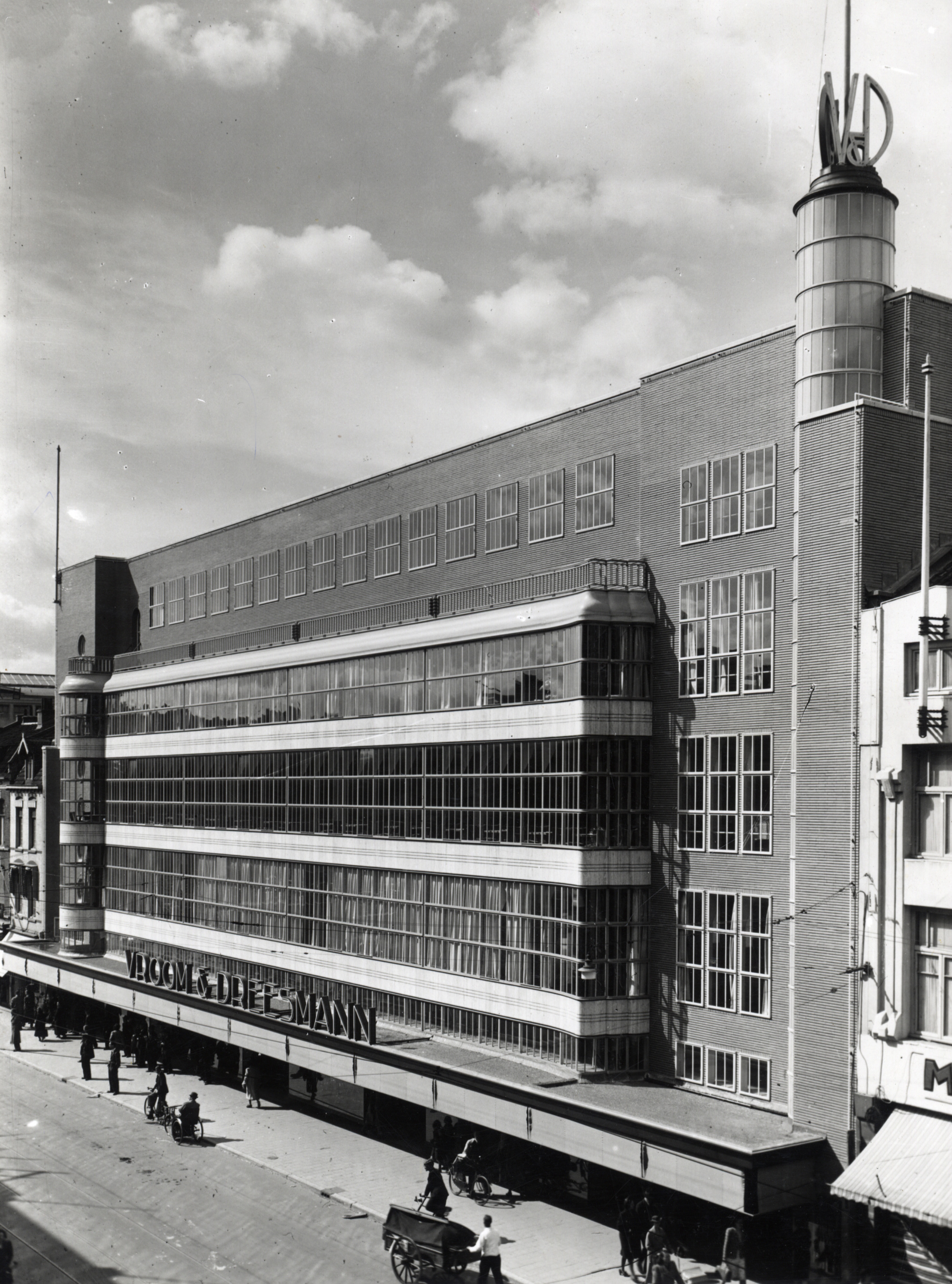
Lange Viestraat rond 1939 met de Vroom & Dreesmann
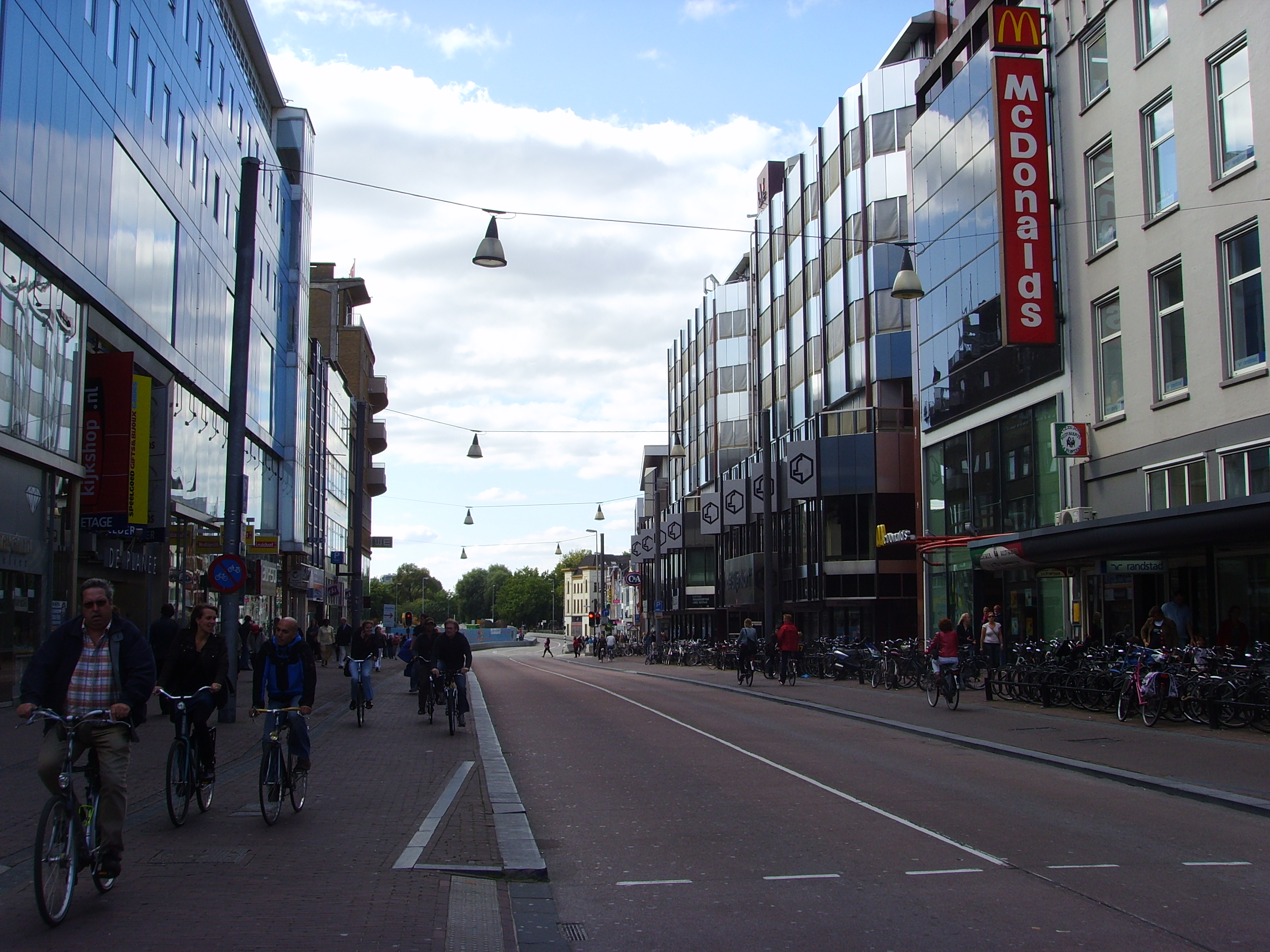
Lange Viestraat vanuit de Potterstraat, voor de verbouwingen van de Bijenkorf en het blauwe gebouw "De Planeet"
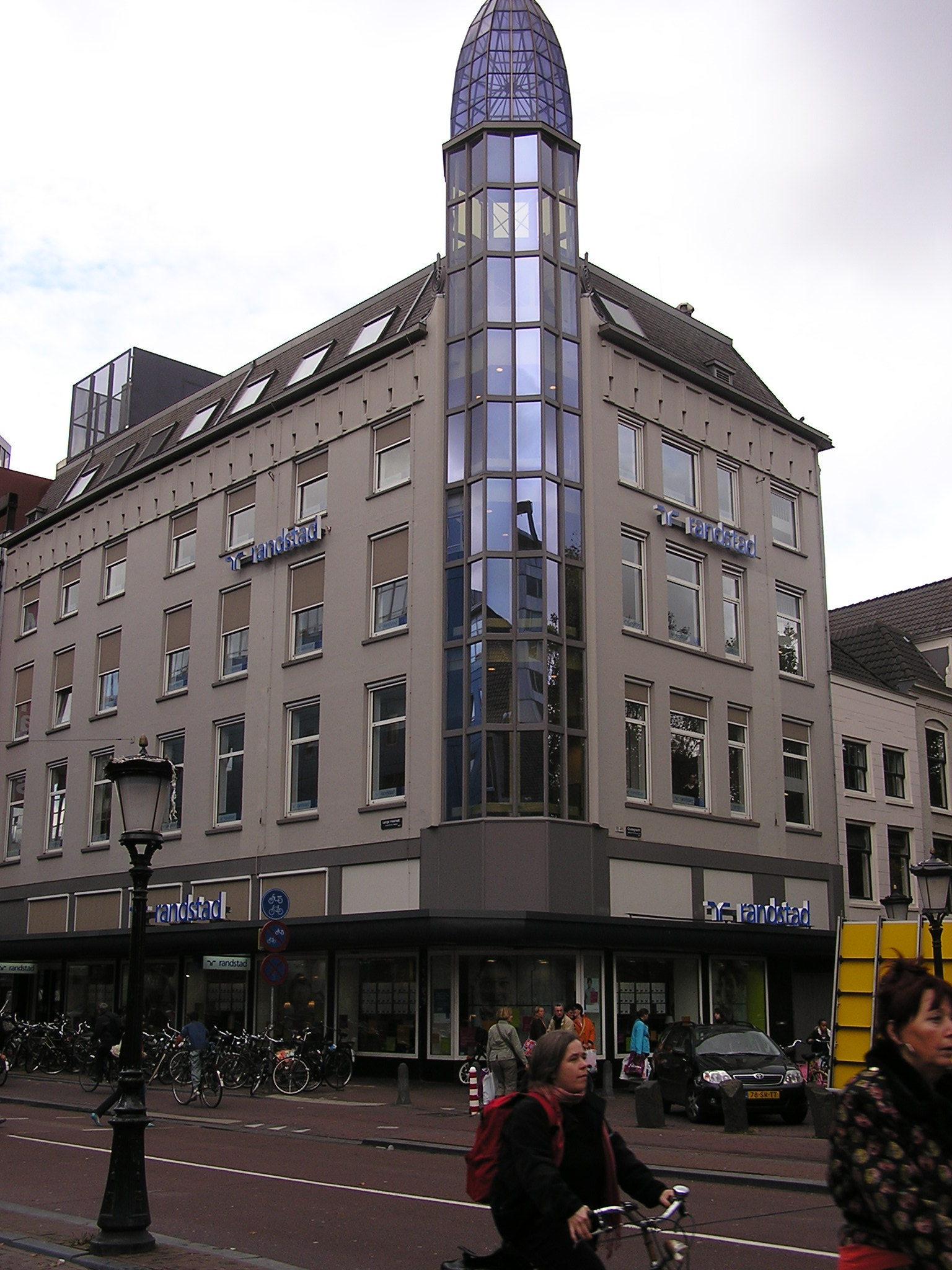
Lange Viestraat 1, gemeentelijk monument
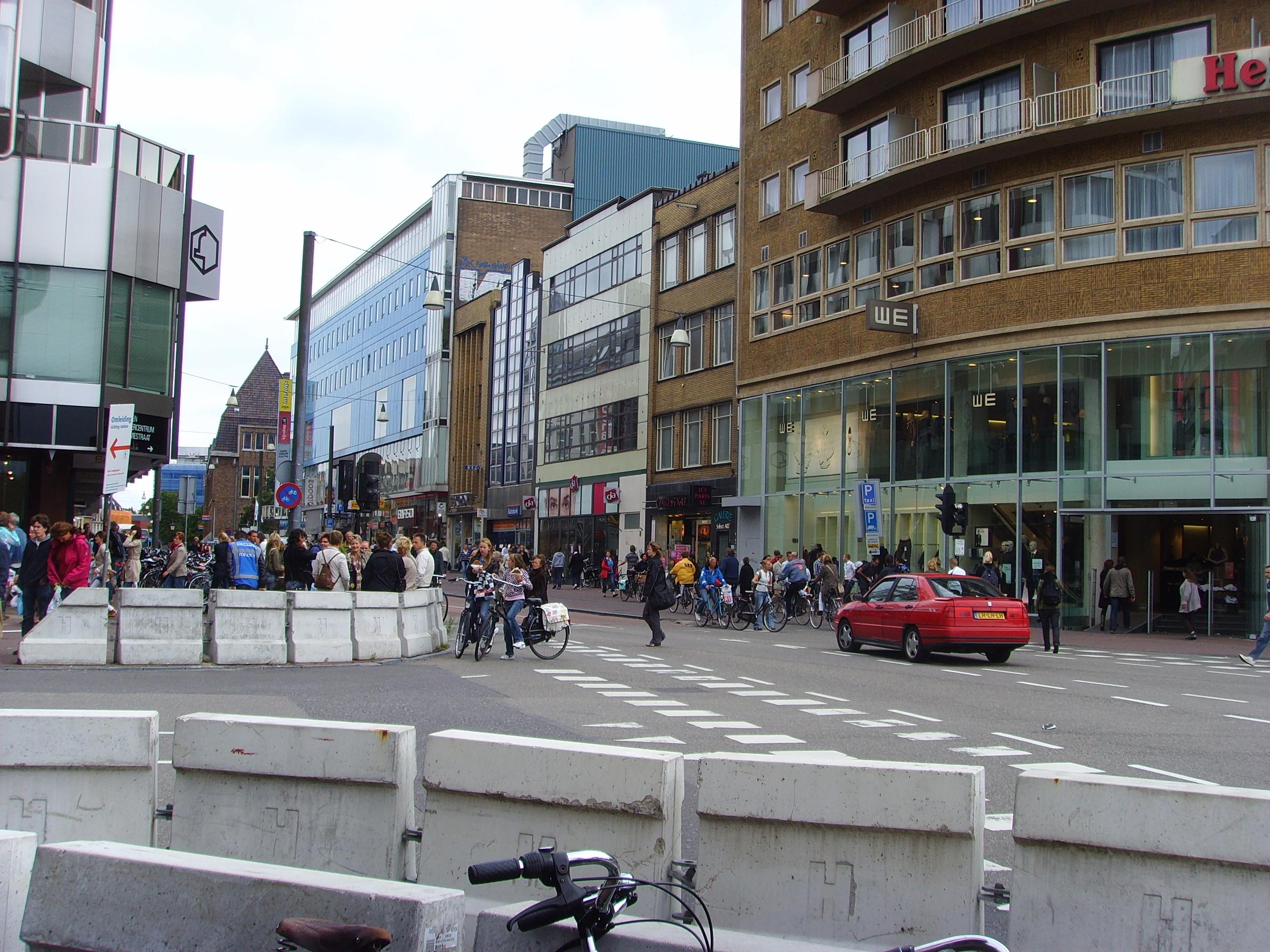
Gezicht op de Lange Viestraat met links de ingang naar de Sint Jacobsstraat en rechts het Vredenburg.
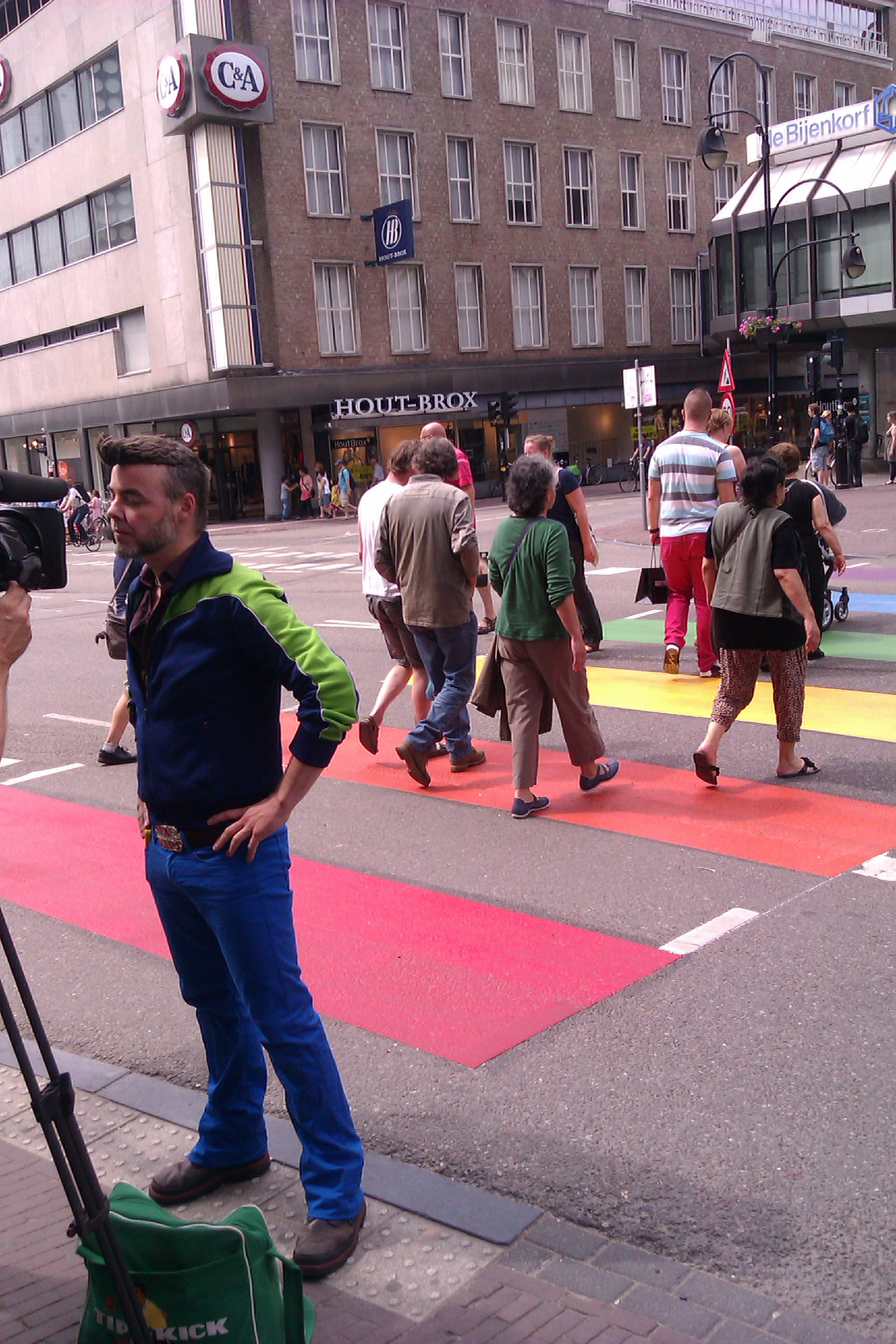
Gemeenteraadslid Pepijn Zwanenberg wordt geïnterviewd op het regenboogpad over de Lange Viestraat, dat op zijn initiatief is aangelegd als symbool voor een tolerant Utrecht, 19 juni 2013.
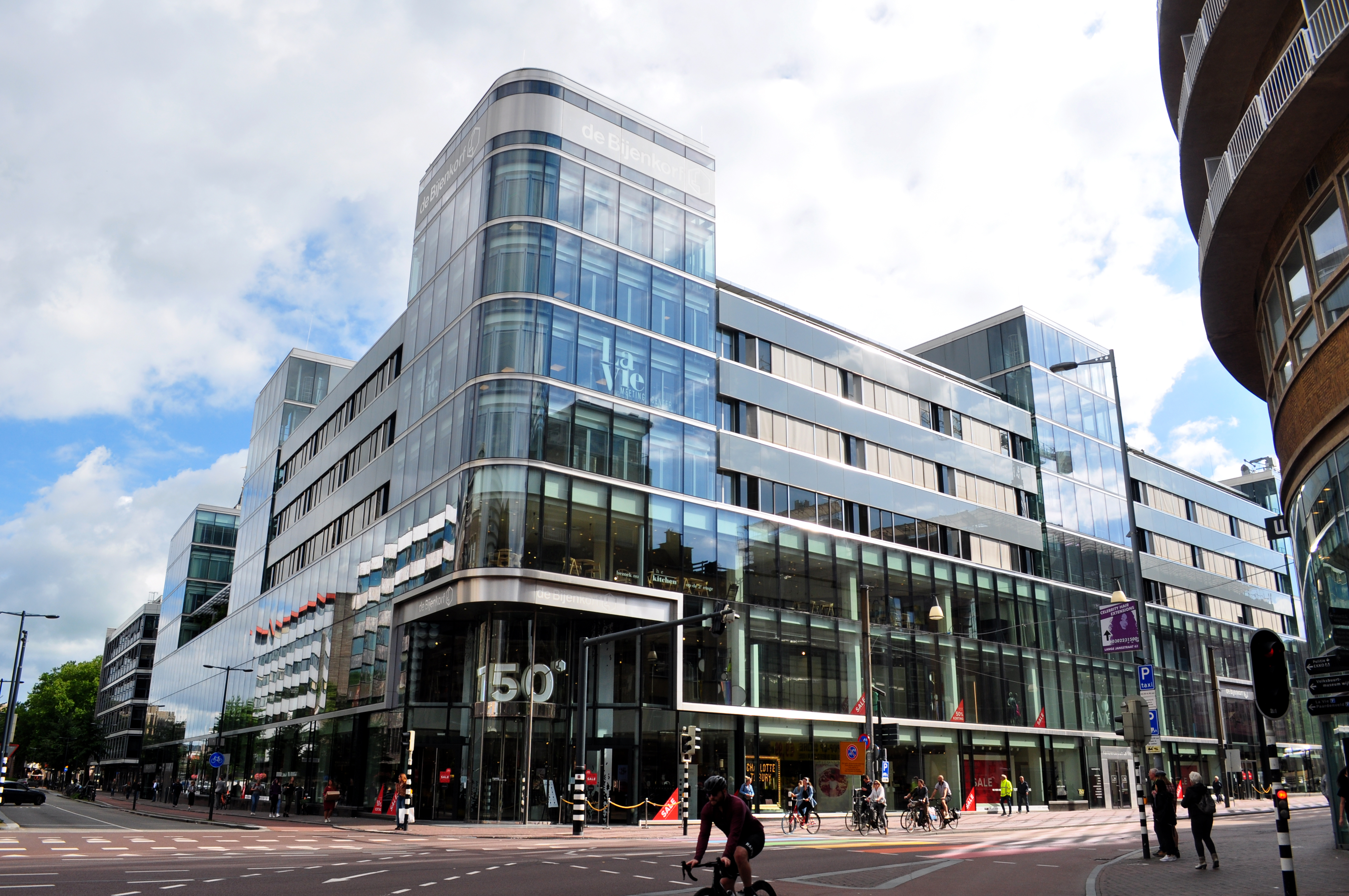
De vernieuwde Bijenkorf in de Lange Viestraat

3e Buurkerksteeg ·
A.B.C.-straat ·
Abraham Dolesteeg ·
Achter de Dom ·
Achter St.-Pieter ·
Agnietenstraat ·
Ambachtstraat ·
Annastraat ·
Bakkerstraat ·
Breedstraat ·
Boothstraat ·
Boterstraat ·
Brigittenstraat ·
Bijlhouwerstraat ·
Catharijnekade ·
Catharijnesingel ·
Choorstraat ·
Croeselaan ·
Domplein ·
Domstraat ·
Donkere Gaard ·
Donkerstraat ·
Dorstige Hartsteeg ·
Drakenburgstraat ·
Drieharingstraat ·
Drift ·
Eligenstraat ·
Ganzenmarkt ·
Geertekerkhof ·
Hamburgerstraat ·
Hamsteeg ·
Hanengeschrei ·
Hardebollenstraat ·
Haverstraat ·
Hekelsteeg ·
Herenstraat ·
Hoogt ·
Jaarbeursplein ·
Jacobsgasthuissteeg ·
Jacobijnenstraat ·
Jansdam ·
Janskerkhof ·
Jansveld ·
Jodenrijtje ·
Keistraat ·
Keizerstraat ·
Kintgenshaven ·
Kleine Slachtstraat ·
Korte Jansstraat ·
Korte Lauwerstraat ·
Korte Minrebroederstraat ·
Korte Nieuwstraat ·
Korte Smeestraat ·
Kromme Nieuwegracht ·
Lange Elisabethstraat ·
Lange Jansstraat ·
Lange Jufferstraat ·
Lange Lauwerstraat ·
Lange Nieuwstraat ·
Lange Smeestraat ·
Lange Viestraat ·
Lauwersteeg ·
Leidseveer ·
Lichte Gaard ·
Loeff Berchmakerstraat ·
Lucasbolwerk ·
Lijnmarkt ·
Mariahoek ·
Mariaplaats ·
Massegast ·
Minrebroederstraat ·
Moreelsepark ·
Muntstraat ·
Neude ·
Nicolaas Beetsstraat ·
Nieuwegracht ·
Nobeldwarsstraat ·
Nobelstraat ·
Oudegracht ·
Oudkerkhof ·
Paardenveld ·
Pieterskerkhof ·
Pieterstraat ·
Plompetorenbrug ·
Plompetorengracht ·
Potterstraat ·
Predikherenkerkhof ·
Predikherenstraat ·
Ridderschapstraat ·
Servetstraat ·
Slachtstraat ·
St.-Jacobsstraat ·
Springweg ·
Stadhuisbrug ·
Steenweg ·
Sterrenburg ·
Strosteeg ·
Telingstraat ·
Tolsteegbarrière ·
Tolsteegbrug ·
Trans ·
Twijnstraat en Twijnstraat aan de Werf ·
Van Asch van Wijckskade ·
Vinkenburgstraat ·
Vismarkt ·
Voetiusstraat ·
Voorstraat ·
Vredenburg ·
Waterstraat ·
Wed ·
Wittevrouwenstraat ·
Wijde Begijnestraat ·
Zadelstraat ·
Zakkendragerssteeg ·
Zuilenstraat ·
Zwaansteeg